# Dean Jones
Dean Carroll Jones (Decatur (Alabama), 25 januari 1931 – Los Angeles (Californië), 1 september 2015) was een Amerikaans acteur en zanger.
Hij is vooral bekend geworden dankzij zijn rol als Jim Douglas in de Herbie-films.

## Persoonlijk
Dean Jones was twee keer getrouwd. Zijn eerste huwelijk eindigde in een scheiding. Zijn tweede huwelijk met actrice Lory Patrick hield stand tot aan zijn overlijden.
In 1973/1974 werd Jones overtuigd christen. Hij schreef een boek over zijn ervaring met het christendom (Under Running Laughter, 1982) en speelde in diverse christelijke films. Verder beweerde hij dankzij een intensief gebed tot God van zijn depressies te zijn verlost.
In 1998 richtte hij het Christian Rescue Committee (CRC) op, een organisatie die personen die vanwege hun geloof worden vervolgd probeert te helpen.
Aan het einde van de zomer van 2015 overleed Dean Jones op 84-jarige leeftijd aan de gevolgen van de ziekte van Parkinson.

## Filmografie
- 1956 · Somebody Up There Likes Me
- 1956 · These Wilder Years
- 1956 · Tea and Sympathy
- 1956 · The Opposite Sex
- 1956 · The Rack
- 1956 · The Great American Pastime
- 1956 · Slander
- 1957 · Ten Thousand Bedrooms
- 1957 · Designing Woman
- 1957 · Gunsight Ridge
- 1957 · Until They Sail
- 1957 · Jailhouse Rock
- 1958 · Handle with Care
- 1958 · Imitation General
- 1958 · Torpedo Run
- 1959 · Night of the Quarter Moon
- 1959 · Never So Few
- 1963 · Under the Yum Yum Tree
- 1964 · The New Interns
- 1965 · Two on a Guillotine
- 1965 · That Darn Cat!
- 1966 · The Ugly Dachshund
- 1966 · Any Wednesday
- 1967 · Monkeys, Go Home!
- 1968 · Blackbeard's Ghost
- 1968 · The Horse in the Gray Flannel Suit
- 1968 · The Mickey Mouse Anniversary Show
- 1968 · The Love Bug
- 1971 · The Million Dollar Duck
- 1972 · Snowball Express
- 1976 · The Shaggy D.A.
- 1977 · Herbie Goes to Monte Carlo
- 1978 · Born Again
- 1982 · Herbie, the Love Bug (tv)
- 1986 · St. John in Exile
- 1991 · Other People's Money
- 1992 · Beethoven
- 1994 · Clear and Present Danger
- 1997 · That Darn Cat
- 1997 · The Love Bug
- 1998 · Batman & Mr. Freeze: SubZero (stemrol)

## Prijzen en nominaties
- Golden Laurel
  - 1959 · Genomineerd: Beste nieuwe mannelijke persoonlijkheid
  - 1970 · Genomineerd: Beste acteur in een komedie (The Love Bug)
- Golden Globe
  - 1972 · Genomineerd: Beste acteur in een komedie (The Million Dollar Duck)